# Ernst Vowinkel
Ernst Vowinkel (* 6. Oktober 1823 in Altenstadt (Hessen); † 3. April 1879 in Meisenheim) war ein preußischer Landrat im Kreis Meisenheim.

## Leben
Ernst Vowinkel war ein Sohn von Carl Vowinkel, eines Großherzoglich Hessischen Rendanten in Darmstadt und dessen Ehefrau Friederike Vowinkel, geb. Schneider. Nach dem Besuch eines Gymnasiums in Darmstadt und der abgelegten Reifeprüfung absolvierte er ein Studium der Kameralwissenschaften in Gießen. In Darmstadt wurde er Mitglied des Corps Hassia Darmstadt. In Gießen schloss er sich dem Corps Hassia Gießen an. Ab dem 6. Juni 1848 nahm er eine Tätigkeit als Akzessist im Sekretariat der Großherzoglich-Hessischen Oberfinanzkammer auf. Nach Ablegung der für das Finanzfach vorgeschriebenen Prüfungen (1850/1852) wurde er am 22. Dezember 1856 Distrikteinnehmer in König im Odenwald. Ab dem 6. Dezember 1862 als Steuerkommissar in Vöhl wirkend, wurde er ebenda am 5. Dezember 1866 zum kommissarischen Kreisrat ernannt, dem am 21. Juli 1868 die definitive Ernennung folgte. Ab dem 22. Oktober 1875 nahm er kommissarisch die Funktion des Landrats im Landkreis Frankenberg wahr, nachdem der bisherige Landrat Friedrich Bernstein am 28. September 1875 als Landrat in den Landkreis Witzenhausen gewechselt war. Am 22. Februar 1876 zum kommissarischen Landrat des Kreises Meisenheim ernannt (definitive Ernennung 14. Februar 1877; formelle Amtseinführung 8. März 1877) starb er dort im Dienst.

## Familie
Ernst Vowinkel heiratete am 27. August 1857 in Darmstadt in erster Ehe Nanette Magdalene Maria Emilie Reitz (* 10. Dezember 1828 in Darmstadt; † 5. März 1858 in König), Tochter des großherzoglichen Kammermusikus Ignaz Adolph Reitz und dessen Ehefrau Albertine Constantine Marie Reitz (geb. Cavalli). In zweiter Ehe heiratete er am 24. Juli 1859 in König Maria Henriette Wilhelmine Johanne Weyprecht (* 25. Februar 1841 in Darmstadt; † 1917 ebenda), Tochter des Hofgerichtsadvokaten in Darmstadt und später gräflich Erbach-Schönbergischen Kammerrates zu König Ludwig Carl Weyprecht und dessen Ehefrau Marie Magdalena Sophie Weyprecht, geb. Hohenschild (1810–1898).